# Berlin Frankfurter Allee
Berlin Frankfurter Allee – stacja kolejowa na liniach S-Bahn S8, S9, S41 i S42 oraz stacja metra w Berlinie, w dzielnicy Friedrichshain, w okręgu administracyjnym Friedrichshain-Kreuzberg na linii U5. Stacja została otwarta w grudniu 1930 r.